# Беседа (Ленинградская область)
Бесе́да — посёлок сельского типа в Большеврудском сельском поселении Волосовского района Ленинградской области.

## История
Впервые упоминание топонима Беседа встречается в Писцовой книге Водской пятины 1500 года как сельцо Терёбушка в Беседе, в Ястребинском Никольском погосте Копорского уезда.
На карте Ингерманландии А. И. Бергенгейма, составленной по шведским материалам 1676 года, обозначена мыза Beseda Hoff.
На шведской «Генеральной карте провинции Ингерманландии» 1704 года — мыза Betseda.
Как мыза Реседа она упоминается на «Географическом чертеже Ижорской земли» Адриана Шонбека 1705 года.
Мыза Беседа обозначена на карте Санкт-Петербургской губернии Я. Ф. Шмидта 1770 года.
На карте Санкт-Петербургской губернии Ф. Ф. Шуберта 1834 года она обозначена как деревня Беседа, состоящая из 24 крестьянских дворов.

БЕСЕДА — мыза принадлежит действительному статскому советнику Веймарну, число жителей по ревизии: 2 м. п., 6 ж. п.

БЕСЕДА — деревня принадлежит действительному статскому советнику Веймарну, число жителей по ревизии: 79 м. п., 87 ж. п.

В оной: Мукомольная мельница. (1838 год)

В 1844 году деревня Беседа насчитывала 24 двора.
В пояснительном тексте к этнографической карте Санкт-Петербургской губернии П. И. Кёппена 1849 года она записана как деревня Besseda (Беседа) и указано количество проживающих в ней савакотов на 1848 год: 5 м. п., 5 ж. п., всего 10 человек, а также указано, что «большинство проживающих в деревне русские».

БЕСЕДА — деревня коллежского секретаря Веймарна, 10 вёрст по почтовому тракту, а остальные по просёлочной дороге, число дворов — 20, число душ — 72 м. п. (1856 год)

БЕСЕДА — деревня, число жителей по X-ой ревизии 1857 года: 77 м. п., 77 ж. п., всего 154 чел.

БЕСЕДА — мыза владельческая при ключе, по 1-й Самерской дороге от Нарвского шоссе до р. Луги к д. Поречье по правую сторону дороги, от Ямбурга в 26 верстах, число дворов — 2, число жителей: 9 м. п., 15 ж. п. 

БЕСЕДА — деревня владельческая при речке безымянной, по 1-й Самерской дороге от Нарвского шоссе до р. Луги к д. Поречье, от Ямбурга в 25 верстах, число дворов — 22, число жителей: 67 м. п., 77 ж. п. (1862 год)

В 1868 году временнообязанные крестьяне деревни выкупили свои земельные наделы у П. А. Веймарн и стали собственниками земли.

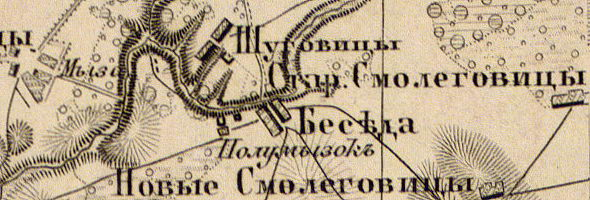
Деревня и мыза Беседа на карте 1863 года

БЕСЕДА — деревня, по земской переписи 1882 года: семей — 30, в них 67 м. п., 62 ж. п., всего 129 чел.

Согласно материалам по статистике народного хозяйства Ямбургского уезда 1887 года мыза Беседа площадью 911 десятин принадлежала коллежскому асессору П. А. Веймарну, мыза была приобретена до 1868 года. Кузница, мельница и дача из 8 комнат сдавались в аренду.

БЕСЕДА — деревня, число хозяйств по земской переписи 1899 года — 29, число жителей: 63 м. п., 73 ж. п., всего 136 чел.;
 разряд крестьян: бывшие владельческие; народность: русская — 127 чел., эстонская — 9 чел.

В 1900 году, согласно «Памятной книжке Санкт-Петербургской губернии», мыза Беседа площадью 815 десятин принадлежала наследникам отставного коллежского асессора Павла Александровича Веймарна.
В конце XIX — начале XX века деревня административно относилась к Ястребинской волости 1-го стана Ямбургского уезда Санкт-Петербургской губернии.
В 1901 году, согласно завещанию П. А. Веймарна, в его бывшем имении Беседа было основано Беседское сельскозяйственное училище (с 1921 года — техникум).
С 1917 по 1927 год деревня Беседа входила в состав Беседского сельсовета Ястребинской волости Кингисеппского уезда.
Согласно данным переписи населения СССР 1926 года в деревне Беседа проживали 140 человек, большинство русские, а также эстонцы и украинцы.
С февраля 1927 года в составе Кингисеппской волости. С августа 1927 года в составе Молосковицкого района.

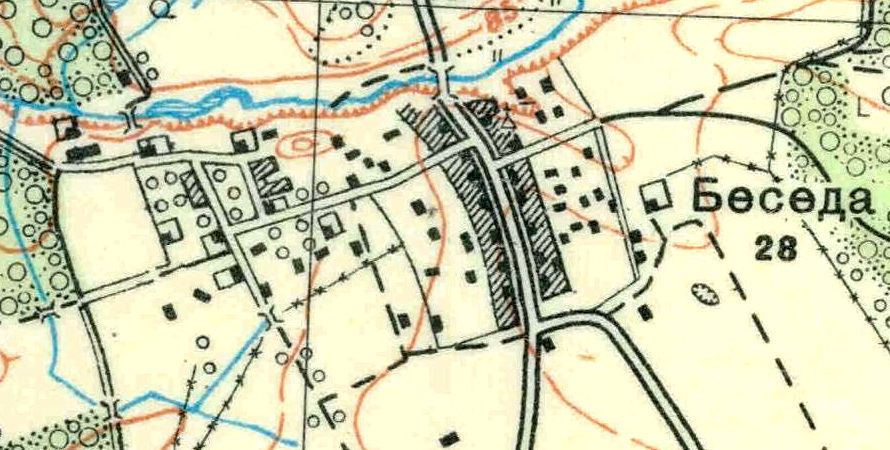
План деревни Беседа. 1930 год

Согласно топографической карте 1930 года деревня насчитывала 28 дворов.
С 1931 года в составе Волосовского района.
По данным 1933 года деревня Беседа являлась административным центром Беседского сельсовета Волосовского района, в который входили 10 населённых пунктов: деревни Беседа, Именицы, Котино, Недоблицы, Петровское, Рагулово, Шуговицы, село Ястребино, посёлки Соловьёва Горка и Новое Ястребино, общей численностью населения 1339 человек.
По данным 1936 года в состав Беседского сельсовета с административным центром в деревне Ястребино входили 8 населённых пунктов, 360 хозяйств и 9 колхозов.
Согласно топографической карте 1938 года деревня насчитывала 33 двора.
C 1 августа 1941 года по 31 декабря 1943 года деревня находилась в оккупации.
С 1954 года в составе Каложицкого сельсовета.
С 1963 года в составе Кингисеппского района.
С 1965 года вновь в составе Волосовского района. В 1965 году население деревни Беседа составляло 418 человек.
По данным 1966 года деревня Беседа находилась в составе Каложицкого сельсовета.
По данным 1973 года в составе Каложицкого сельсовета находился посёлок Беседа.
По данным 1990 года в посёлке Беседа проживали 742 человека. Посёлок являлся административным центром Беседского сельсовета в который входили 5 населённых пунктов: деревни Рагулово, Шуговицы, Ястребино; посёлок Беседа и посёлок при станции Ястребино, общей численностью населения 856 человек.
В 1997 году в посёлке проживали 958 человек, в 2002 году — 1000 человек (русские — 90 %), в 2007 году — 907.
В мае 2019 года посёлок вошёл в состав Большеврудского сельского поселения.

## География
Посёлок расположен в западной части района на автодороге 41А-186 (Толмачёво — автодорога «Нарва»).
Расстояние до районного центра — 36 км.
Расстояние до ближайшей железнодорожной платформы Ястребино — 3 км.

## Демография
| 1838 | 1857  | 1862 | 1882  | 1899  | 1965 | 1990 |
| ---- | ----- | ---- | ----- | ----- | ---- | ---- |
| 164  | ↘154  | ↘144 | ↘129  | ↗136  | ↗418 | ↗742 |
| 1997 | 2002  | 2007 | 2010  | 2017  |      |      |
| ↗958 | ↗1000 | ↘907 | ↗1056 | ↘1041 |      |      |

### Национальный состав
Согласно данным Всероссийской переписи населения 2021 года в посёлке проживали 1045 человек, из них:
 русские — 980, таджики — 21, татары — 4, украинцы — 4, мордва — 3, армяне — 2, белорусы — 2,  буряты — 2, цыгане — 2, греки — 1, молдаване — 1, тувинцы — 1, узбеки — 1, финны — 1, чуваши — 1, другие национальности — 7 человек, остальные национальность не указали.

## Достопримечательности

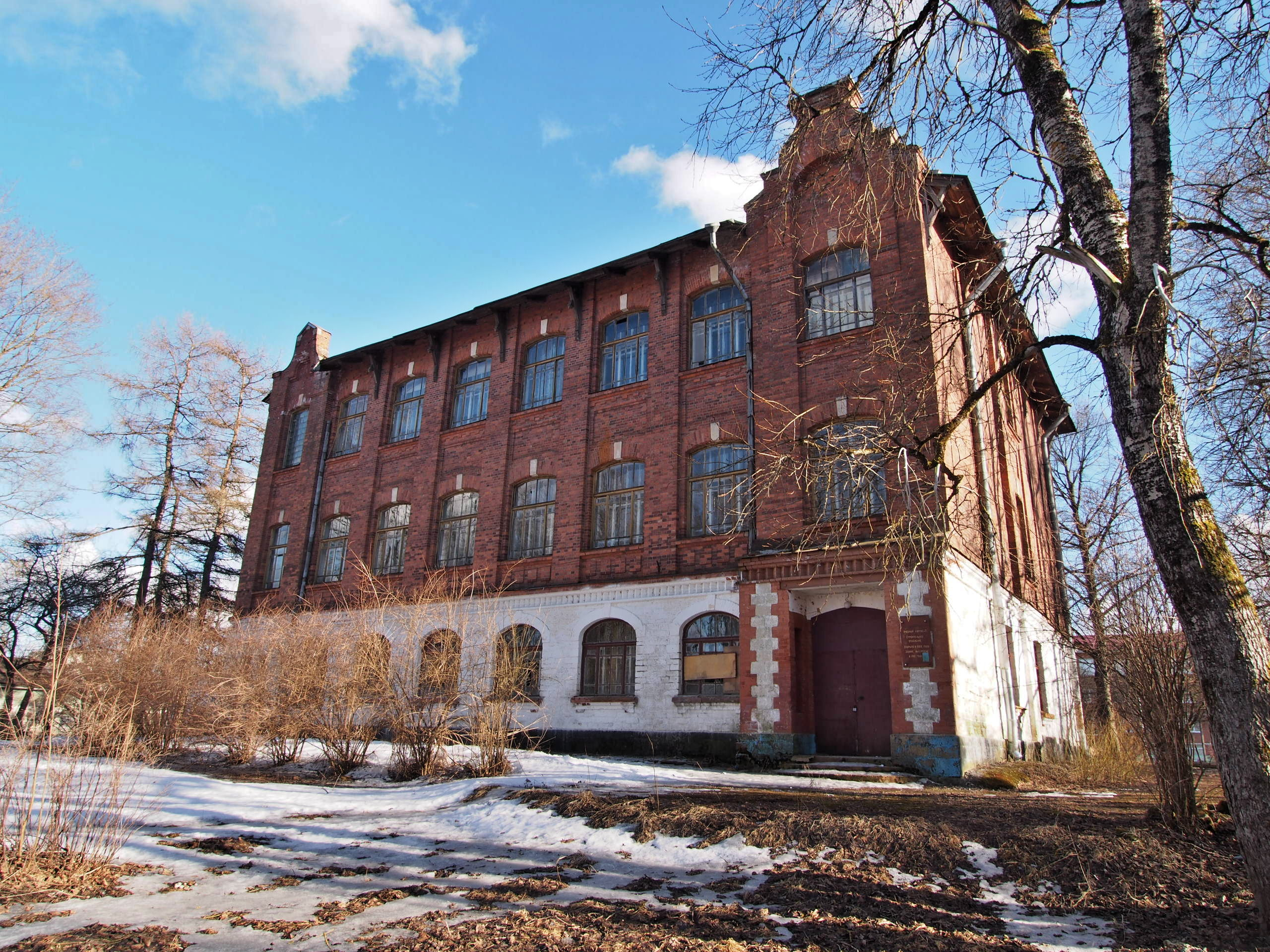
Здание сельхозшколы барона Веймарна

- Бывшая усадьба баронов Веймарнов, построенная около 1800 года и после смерти П. А. Веймарна в 1900 году, переданная вместе с фруктовыми садами Ямбургскому уездному земству для устройства сельскохозяйственной школы (сохранились трёхэтажное кирпичное здание в стиле модерн начала XX века и некоторые хозяйственные постройки).
- Два могильника: курганный — на правом берегу ручья, и курганно-жальничный — на левом берегу. Могильники датируются XII—XIII веками[35].

## Образование
- МОУ «Беседская средняя общеобразовательная школа»
- ГБОУ СПО ЛО «Беседский сельскохозяйственный техникум»

## Улицы
Беседская, Заречная, Луговая, Мирная, Молодёжная.